# .pw
.pw este un domeniu de internet de nivel superior, pentru Palau (ccTLD).